# Antiochië aan de Tigris

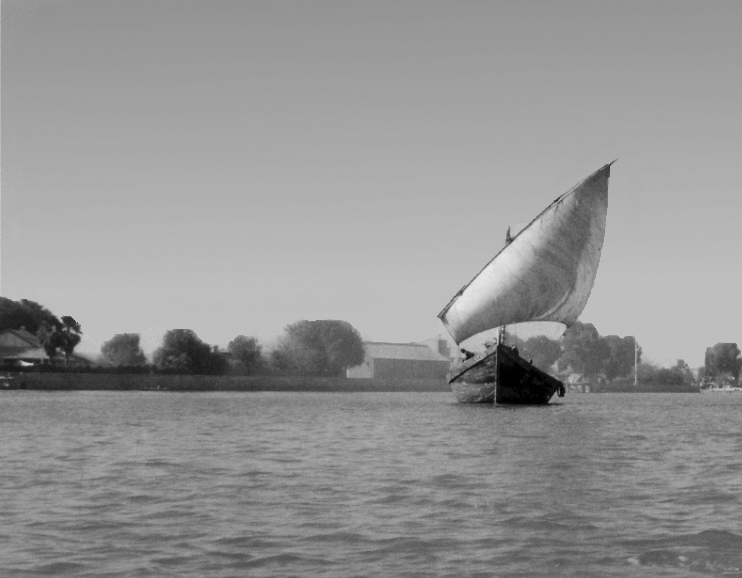
Shatt al-Arab. Ooit liep de Tigris apart.

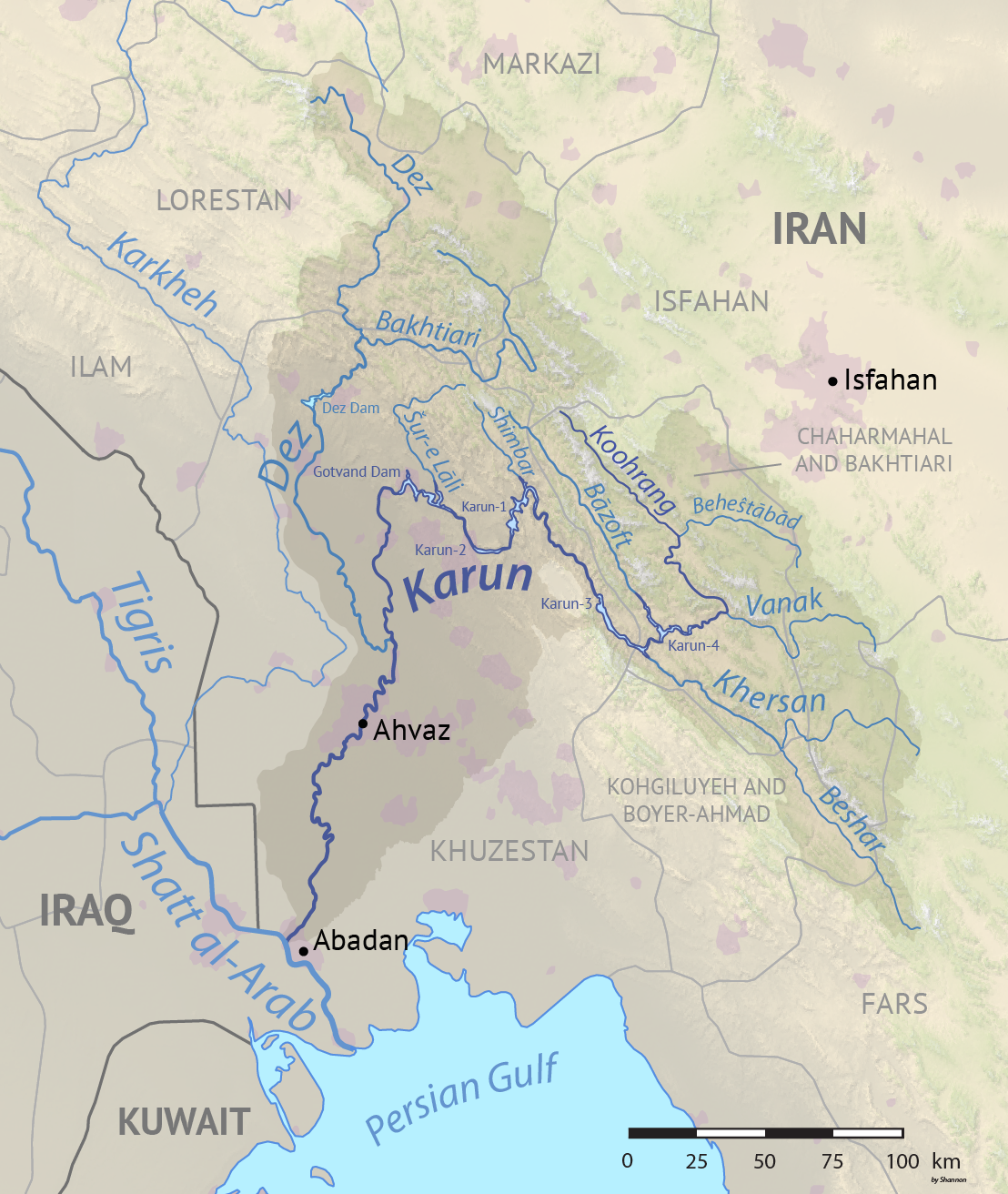
Karoen en Shatt al-Arab vandaag

Antiochië aan de Tigris was een oud-Griekse handelsstad van het Seleucidische Rijk en nadien in het Parthenrijk, gelegen een tiental km ten noorden van Basra (Irak). De archeologische site bevindt zich in de gemeente Jebel Khayabir of ook Ǧabal Ḫayabir geschreven.
Antiochië lag destijds noordelijk waar de rivier Karoen (ook: Eulaeus of Eulaois) uitmondde in de Tigris. Karoen is de langste rivier die door Perzië stroomt en mondde in de klassieke oudheid uit in de Tigris. Tegenwoordig mondt de Karoen uit in de Sjatt al-Arab, het confluens van Tigris en Eufraat. Tijdens de voorbije 2 millenia is de loop van de rivieren in Zuid-Irak gewijzigd door de natuur maar ook door kanalen.

## Synoniemen
- Alexandrië in Susiana, de oudere naam. Deze verwijst naar Alexander de Grote en de Perzische stad Susa, honderden km stroomopwaarts de Karoen.
- Antiochia Susiana. De naam Antiochië verwijst naar Antiochus IV, koning der Seleuciden (2e eeuw v. Chr.).
- Charax Spasinu, de latere naam. Deze verwijst naar de versterkingen gebouwd tijdens het bestuur van koning Hyspaosines van Charakene (2e eeuw v. Chr.).

## Historiek

### Grieken
Volgens de verhalen stichtte Alexander de Grote de stad Antiochië aan de Tigris tijdens zijn terugreis van Perzië naar Babylon. De stad kende weinig welstand, mede door herhaalde overstromingen. In het Rijk der Seleuciden moest de stad zelfs helemaal vanaf nul heropgebouwd worden ten gevolge van een zware watersnood. Antiochus IV, koning der Seleuciden, gaf de herbouwde stad de naam Antiochië, ter ere van zijn dynastie. Deze oud-Griekse stad kende een bloeiende handel omwille van de connectie met de Zijderoute naar China, de rivierverbinding met Perzië, de toegang tot de Perzische Golf en zo de scheepvaart naar Indië. De haven van Antiochië werd een belangrijk knooppunt. Ook karavanen over land kwamen vanuit Petra en Palmyra naar Antiochië.

### Tussenrijk Characene
In de loop van de 2e eeuw v.Chr. brokkelde het machtige Seleucidenrijk af. In Antiochië bestuurde de lokale potentaat of satraap Hyspaosines de stad en de wijde omgeving. Hij was aangesteld door de Seleuciden maar maakte zich los van hen. Hij noemde zich koning van Characene, dat de streek aan de Perzische Golf was rondom Antiochië. Hij hernoemde de stad naar zichzelf Charax Spasinu, wat betekende de versterkte stad van Hysaosines. De stad was voldoende rijk om dammen te bouwen aan de Tigris. Charax Spasinu was de hoofdstad van Characene.

### Parthen
Lang duurde het koninkrijk Characene niet. Enkele jaren later trokken de Parthen Charax Spasinu binnen (2e eeuw v.Chr.). Zij kwamen uit Noord-Irak. Met de verovering van Charax Spasinu maakten zij zich meester van de lucratieve handelspost met Perzië, Indië en China. Characene was eeuwenlang een provincie van de Parthen. Charax Spasinu bleef de hoofdplaats van Characene. Contacten met de Romeinen aan de bovenloop van Eufraat (provincie Syria) waren schaars. Dit kwam door de herhaalde Romeins-Parthische oorlogen. De satrapen van Charax Spasinu waren niet altijd trouw aan hun meesters, de Arsacidendynastie der Parthen. In 112 wisselde de satraap van kamp en verbond zich met Trajanus, de keizer van het Romeinse Rijk. Trajanus bestuurde vrij kort het Parthenrijk (2e eeuw). De Parthen stuurden achteraf een strafexpeditie naar Charax Spasinu. De Parthen bestuurden verder de stad tot het jaar 224 toen de Sassaniden uit Perzië haar onder de voet liepen. 

### Perzen
In 224 veroverden de Perzen de stad Charax Spasinu in hun veldtocht westwaarts naar het Romeinse Rijk. De stad met haar interessante handelscontacten liep leeg. Dit gebeurde niet door het wapengekletter van de Perzen, maar door verzanding van de haven. Boten geraakten niet meer vanuit de Perzische Golf tot in Charax Spasinu en karavanen lieten de stad links liggen. Het water van de Tigris zorgde weer voor enkele dambreuken. De stad verdween onder het woestijnzand.

### Arabieren
Vanaf de 6e eeuw veroverden de Arabieren het gebied van Tigris en Eufraat. De ruïnes van Charax Spasinu waren niet interessant voor hen. Al hun militaire en commerciële inspanningen gingen naar Basra, stroomafwaarts de Tigris. De Arabieren stichtten namelijk de stad Basra, die voor hen een belangrijke internationale handelscentrum werd, met maritieme toegang naar de Perzische Golf.

### Britten
Sinds 2016 onderzoeken Britse archeologen het gebied van Charax Spasinu. De Britse regering heeft onderzoeksfondsen hiervoor vrijgemaakt. Het gaat om het project ‘Charax’. Met een drone maakten ze op systematische wijze foto’s van het oude stadscentrum, over een oppervlakte van vijf vierkante kilometer. De noordelijke, oostelijk en westelijke stadsmuren werden teruggevonden; sommige muren zijn tot 4 meter hoog. Aan de zuidkant vonden de Britten de oude bedding van de rivier Karoen, zoals ze liep in de klassieke oudheid. Deze foto’s moeten toelaten om gericht te graven naar de belangrijkste ruïnes.